# قصر البركة (موريتانيا)
قصر البركة يقع بولاية تكانت في موريتانيا تأسس عام 1697 في القرن (17) أي منذ ما يناهز ثلاثة قرون مضت.
مؤسسة هو الطالب سيد امحمد بن باجد ولد سيد الأمين ولد سيد حبيب الله ولد سيد محمد الكنتي الصغير نزيل فركش ولد الشيخ سيد أحمد البكاي الولاتي ولد الشيخ سيد امحمد الكنتي الكبير نزيل فصك ذو النسب المتصل بعقبة بن نافع الفهري، أما لقبه الطالب فلأنه طالب علم وقد درس عليه الكثير من التلاميذ الذين جاءو معه من ولاته خصيصا لتلقي علوم الفقه والقرآن.
داخل المدرسة السنية التي سميت على روادها (أهل لكصر) كما يطلق أيضا هذا الاسم على جميع أبناء هذا الشيخ المؤسس، المتفرعين منه.
تذكر المصادر التي تقول بقدومه أنه حل بلكصر قادما من وادان المدينة التاريخية تلبية لدعوة والده الذي أمره بالذهاب إلى حيث تكل الإبل ويستريح من السير حداتها حتى يحط حزام رحله.

## سبب التسمية
كان القصر قبل هذا الاسم يعرف بعدة أسماء من بينها (احسيْ البارودْ، وقصر ويْلة) وهو الاسم الأصلي الذي اكتشف عليه قبل (الفتح) وقد أطلقه عليه الأفارقة آنذاك، ثم سماه المؤسس حين قدومه باسم قصر البركة تيمنا منه بطلب العلا والفأل الحسن.
ومثالا على الأسماء التي(تم تحسينها) في عين المكان نجد كيره التي تعني موقع اكنيكيره الشهير، وتشيليت انكبو التي أصبحت (كبوٌُ)، واحسي البارود الاسم الأول لقصر البركة. قام الطالب حين قدومه إلى القصر ببناء المسجد الذي بناه طبق الأصل في تصميم هندسة مسجد وادان، لكن معظم آثاره تهدمت واندثرت بعامل الردم، والرياح والمطر والإهمال بيد أن آثاره لا تزال قائمة يمكن مشاهدتها، التي كان الطالب قد بناها حول المسجد وهي حوالي 1047 منزلا ساعدته في عملية الهندسة والمعمار هذه التي قام بها أسر من الوافدين معه من بينهم أسرة أهل (أوكال) وغيرهم، الذين أقاموا بناء الجانب الشرقي من المدينة آنذاك.
أبيات طريفة يذكر أنها للشيخ أحمد ولد آدبه وهي:
أباني قصر البركة شيده وابنه ** وبلغ تحايانا إلى القصر وابنه
فذا العالم العلوي راض بناءه ***وذا العالم السفلي جنة عدنـه
وتطورت هذه المدينة بسرعة نتيجة وجودها ببعض الجيوب الجغرافية الغنية حيث يوجد بها الواد الأبيض الذي يمتلئ بمياه الأمطار في فصل الخريف وكذلك خزان كبو الزراعي، إضافة إلى موقعها السياحي الذي يضف إليها بهاء لا بأس به وكذلك توجد بها مواقع هامة أخرى مثل خزان كانكارا للحبوب الذي يرجع تاريخه إلى أبعد من 2000 سنة.
واليوم قصر البركة التي لا تزال ماثلة منذ حقب مضت بميتها وحيها وبألوان قصصها ونسج خيال معالمها، مضت بكامل العادات والتقاليد.